# Station Wołomin Słoneczna
Station Wołomin Słoneczna  is een spoorwegstation in de Poolse plaats Wołomin.